# Плис, Михаил Михайлович
Михаил Михайлович Плис (род. 28 июля 1963, Изюм, Харьковская область) — советский и украинский самбист и дзюдоист, победитель розыгрыша Кубка СССР 1990 года по самбо, чемпион Европы по самбо 1991, 1992 и 1993 годов, серебряный призёр чемпионата мира по самбо 1992 года, мастер спорта СССР международного класса, Заслуженный тренер Украины. Выступал в полутяжёлой весовой категории (до 100 кг). Наставником Плиса был Владимир Протопопов. С 2019 года является руководителем Севастопольской федерации самбо. Плис является тренером чемпиона Европы и мира по самбо Кирилла Воловика.

## Спортивные результаты
- Кубок СССР по самбо 1990 года — ;